# Brittany Allen
Brittany Allen (Toronto, 5 de febrer de 1986) és una actriu canadenca, reconeguda per la seva interpretació de Marissa Chandler en All My Children entre 2009 i 2010 per la qual va rebre un premi Daytime Emmy com a millor actriu juvenil de l'any 2011.

## Trajectòria
Després de realitzar petits papers a la televisió, Brittany va interpretar Marissa Chandler a All My Children des del 21 d'abril del 2009 fins al 21 de desembre del 2010. Per aquest paper, l'actriu va rebre un premi Daytime Emmy l'any 2011. Va dur a terme aparicions recurrents a la sèrie canadenca Bomb Girls i a la sèrie nord-americana de ciència-ficció Defiance.
Entre 2014 i 2016 va protagonitzar les pel·lícules Extraterrestrial, Backgammon i la pel·lícula de zombis It Stains the Sands Red. Des del 2018 apareix a la sèrie de televisió Falling Water, reemplaçant a Brooke Bloom en el paper de Sabine.

## Filmografia

### Cinema
| Any  | Títol                     | Rol               | Notes |
| ---- | ------------------------- | ----------------- | ----- |
| 2002 | Surrendre                 | Mary Foley        | Curt  |
| 2008 | Us Chickens               | Sarah Lassiter    | Curt  |
| 2009 | Gitch                     | Maya              | Curt  |
| 2010 | Verona                    | París             | Curt  |
| 2012 | Dead Before Dawn          | Lucy Winthrop     |       |
| 2014 | Extraterrestrial          | April             |       |
| 2015 | Backgammon                | Miranda           |       |
| 2015 | Farhope Tower             | Susan             |       |
| 2015 | Look Again                | Tanya             |       |
| 2015 | First Session             | Ellie             | Curt  |
| 2016 | It Stains the Sands Xarxa | Molly             |       |
| 2017 | The Definities            | Bernie            |       |
| 2017 | Incontrol                 | Naomi             |       |
| 2017 | Jigsaw                    | Carly             |       |
| 2018 | What Keeps You Alive      | Jules             |       |
| 2019 | The Prodigy               | Margaret Santiago |       |

### Televisió
| Any     | Títol                           | Rol                | Notes                                 |
| ------- | ------------------------------- | ------------------ | ------------------------------------- |
| 1999    | What Katy Did                   | Cecy Hall          | Pel·lícula per a TV                   |
| 1999    | Restless Spirits                | Stacey             | Pel·lícula per a TV                   |
| 2000    | Virtual Mom                     | Melinda            | Pel·lícula per a TV                   |
| 2001    | Walter and Henry                | June               | Pel·lícula per a TV                   |
| 2002    | I Love Mummy                    | Izzie              | Episodi: "James Falls in Love"        |
| 2003    | Street Time                     | Connie             | Episodi: "Follow the Money"           |
| 2004    | Prom Queen: The Marc Hall Story | Britney 2          |                                       |
| 2008    | Mayday                          | Sandy Purl         | Episodi: "Southern Storm"             |
| 2009    | The Listener                    | Leslie Cahill      | Episodi: "My Sister's Keeper"         |
| 2009–10 | All My Children                 | Marissa Tasker     |                                       |
| 2010    | Abroad                          | Friday Livingstone |                                       |
| 2012    | Bomb Girls                      | Hazel MacDugall    |                                       |
| 2013    | Lost Girl                       | Della              | Episodi: "Delinquents"                |
| 2013    | Defiance                        | Tirra              |                                       |
| 2013    | Satisfaction                    | Ashley             | Episodi: "Fade to Blackened"          |
| 2013    | Played                          | Beth               | Episodi: "Money"                      |
| 2013    | Republic of Doyle               | Amy Cohen          | Episodi: "Young Guns"                 |
| 2014    | Warehouse 13                    | Laura Roth         | Episodi: "Endless"                    |
| 2014    | Saving Hope                     | Megan              | Episodi: "The Other Side of Midnight" |
| 2015    | Schitt's Creek                  | Bree               | Episodi: "Carl's Funeral"             |
| 2016    | Girl in the Box                 | Bonnie             |                                       |
| 2018    | Separated at Birth              | Lucy Pierce        |                                       |
| 2019    | The Boys                        | Popclaw            |                                       |